# Revista Peruana de Biología
Revista Peruana de Biología, abreviado Rev. peru. biol., es una revista científica editada por la Universidad Nacional Mayor de San Marcos, es una publicación científica arbitrada; es publicada en febrero, mayo, agosto y noviembre, en su versión en línea.
Es una publicación de la Facultad de Ciencias Biológicas de la Universidad Nacional Mayor de San Marcos, auspiciado por el Consejo Superior de Investigación. Está dedicado a la publicación de los resultados de investigaciones originales e inéditas en las áreas de Biodiversidad, biotecnología, Biología, Zoología, Botánica, Ecología, Microbiología.
La Revista Peruana de Biología fue fundada en 1974 por la Asociación de Biólogos de la Universidad Nacional Mayor de San Marcos. Desde 1974 hasta 1994 fueron publicados un total de 4 volúmenes y 6 números. En 1998 la Revista Peruana de Biología fue cedida a la Facultad de Ciencias Biológicas de la Universidad Nacional Mayor de San Marcos. 

## Indexación
La Revista Peruana de Biología está indexada en la base de citados SCOPUS de Elsevier desde el 2013. Además se encuentra en las siguientes bases de resúmenes:
- Periódica (Índice de Revistas latinoamericanas en Ciencias)
- LIPECS (Literatura Peruana en Ciencias de la Salud)
- The Zoological Record (BIOSIS)
- SciELO (Scientific Electronic Library Online)
- Index to American Botanical Literature (The New York Botanical Garden)
- ProQuest (Biological Science Journals)
- RedALyC (Red de revistas Científicas de América Latina, el Caribe, España y Portugal)